# 冈野清豪
冈野清豪（日语：岡野 淸豪/おかの きよひで，1890年1月1日—1981年5月14日），日本的政治家、银行家。曾担任經濟產業大臣、特命担当大臣、文部大臣。